# Incoerente jazz
Incoerente jazz è un album di Rossana Casale pubblicato dalla Philips e distribuito dalla PolyGram nel 1989.
Il brano A che servono gli dei ha partecipato al Festival di Sanremo.

## Tracce
1. Racconto della fine del giorno – 3:59 (Morra e Fabrizio)
2. Un cuore semplice – 4:16 (Morra e Fabrizio)
3. A che servono gli dei – 4:03 (Morra e Fabrizio)
4. Salgari – 4:08 (Morra e Fabrizio)
5. Peace – 4:48 (Silver)
6. L'infinito del cielo – 4:33 (Morra e Fabrizio)
7. Magritte – 5:26 (Casale e Fabrizio)
8. Incoerente jazz – 4:16 (Casale e Fabrizio)
9. Inversione rapida – 4:22 (Casale e Fabrizio)
10. L'altra parte del fiume – 3:57 (Morra e Fabrizio)

## Formazione
- Rossana Casale – voce
- Charlie Morgan – batteria
- Andy Pask – basso
- Clem Clempson – chitarra elettrica
- Maurizio Fabrizio – pianoforte, cori, organo Hammond, chitarra acustica
- Giancarlo Pillot – batteria
- Bruno De Filippi – chitarra, armonica
- Ian Thomas – batteria
- David Paton – basso
- Luciano Milanese – contrabbasso
- Gianni Bedori – sassofono tenore
- Adriano Mondini – oboe
- Gloria Nuti, Marco Casale – cori